# Anatomy of Plants

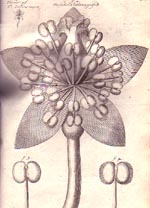
Desenho de "Anatomy of Plants" de Nehemiah Grew, 1682.

Anatomy of Plants ("Anatomia das Plantas") é a obra mais importante publicada por Nehemiah Grew. A obra, publicada em 1682, era em grande parte uma recompilação dos seus antigos trabalhos, contava com 82 imagens e estava dividida em quatro volumes: «Anatomy of Vegetables begun», «Anatomy of Roots», «Anatomy of Trunks» e «Anatomy of Leaves, Flowers, Fruits and Seeds».
A Anatomia é especialmente notável devido às suas descrições sobre as estruturas das plantas, identificando quase todas as diferenças chave da morfologia do caule e da raiz. Por outra parte, demonstrou que as flores das Asteraceae são constituídas de múltiplas unidades e deduziu correctamente que os estames são os órgãos masculinos das flores. A Anatomia das Plantas contém também uma das primeiras descrições microscópicas do pólen, observando que os mesmos eram transportados pelas abelhas, ainda que não chegou a realçar o significado desta observação.